# Geography Markup Language
Pour les articles homonymes, voir GML.
Le Geography Markup Language (GML) est un langage dérivé du XML pour encoder, manipuler et échanger des données géographiques. C'est un standard développé par l'Open Geospatial Consortium pour garantir l'interopérabilité des données dans le domaine de l'information géographique et de la géomatique.
Le GML consiste en un ensemble de schémas XML qui définissent un format ouvert pour l'échange de données géographiques et permettent de construire des modèles de données spécifiques pour des domaines spécialisés, comme l'urbanisme, l'hydrologie ou la géologie.
Le GML est interopérable avec toutes les spécifications OpenGIS de l'OGC telles que Web Feature Service (WFS) ou le CityGML et un très grand nombre de systèmes d'information géographique. 
Le langage GML permet de décrire :
- les objets géographiques ;
- les systèmes de projection ;
- la géométrie ;
- la topologie ;
- le temps ;
- les unités de mesure ;
- et les attributs des objets géographiques.

En janvier 2006, la version 3.1.1 du GML est proposée.
Le GML fait partie des standards et spécifications OpenGIS élaborés par l'Open Geospatial Consortium (OGC).
L'OGC et l'ISO/TC 211, le comité technique relatif à l'information géographique et la géodésie de l'Organisation internationale de normalisation (ISO), coopèrent au travers d'un groupe de consultation : l'ISO/TC 211 & OGC Joint Advisory Group (JAG). Ces travaux visent à rendre le GML conforme aux normes de la série 19100 de l'ISO/TC 211. Ils ont permis d'adopter le GML comme norme internationale : la norme ISO 19136 correspondant au standard OGC GML 3.2.1 a été publiée en 2007.